# Мекіненса
Мекіненса (ісп. Mequinenza, кат. Mequinensa) — муніципалітет в Іспанії, в автономній спільноті Арагон, провінція Сарагоса, комарка Бахо-Сінка. Площа муніципалітету — 307,45 км², населення муніципалітету — 2495 ос. (2010); густота населення — 
. Висота над рівнем моря — 80 м. Поштовий індекс — 50170.

## Географія
Муніципалітет розташований на відстані близько 350 км на схід від Мадрида, 100 км на схід від Сарагоси.

## Історія
Містечко Мекіненса походить від поселення берберського племені мекнасів, які оселилися тут після ісламського завоювання Іспанії на початку VIII ст..

## Населення
Динаміка населення (INE ):